# Вустер (Арканзас)
Вустер (англ. Wooster, Arkansas) — город, расположенный в округе Фолкнер (штат Арканзас, США) с населением в 516 человек по статистическим данным переписи 2000 года.

## География
По данным Бюро переписи населения США город Вустер имеет общую площадь в 6,73 квадратных километров, водных ресурсов в черте населённого пункта не имеется.
Вустер расположен на высоте 97 метров над уровнем моря.

## Демография
По данным переписи населения 2000 года в Вустере проживало 516 человек, 154 семьи, насчитывалось 200 домашних хозяйств и 214 жилых домов. Средняя плотность населения составляла около 77 человек на один квадратный километр. Расовый состав Вустера по данным переписи распределился следующим образом: 97,29 % белых, 0,19 % — чёрных или афроамериканцев, 0,78 % — коренных американцев, 0,58 % — азиатов, 0,58 % — представителей смешанных рас, 0,58 % — других народностей. Испаноговорящие составили 0,97 % от всех жителей города.
Из 200 домашних хозяйств в 33,5 % — воспитывали детей в возрасте до 18 лет, 64,0 % представляли собой совместно проживающие супружеские пары, в 10,0 % семей женщины проживали без мужей, 23,0 % не имели семей. 21,5 % от общего числа семей на момент переписи жили самостоятельно, при этом 11,0 % составили одинокие пожилые люди в возрасте 65 лет и старше. Средний размер домашнего хозяйства составил 2,58 человек, а средний размер семьи — 3,01 человек.
Население города по возрастному диапазону по данным переписи 2000 года распределилось следующим образом: 23,4 % — жители младше 18 лет, 7,8 % — между 18 и 24 годами, 28,9 % — от 25 до 44 лет, 26,9 % — от 45 до 64 лет и 13,0 % — в возрасте 65 лет и старше. Средний возраст жителей составил 39 лет. На каждые 100 женщин в Вустере приходилось 99,2 мужчин, при этом на каждые сто женщин 18 лет и старше приходилось 98,5 мужчин также старше 18 лет.
Средний доход на одно домашнее хозяйство в городе составил 35 063 доллара США, а средний доход на одну семью — 39 375 долларов. При этом мужчины имели средний доход в 30 438 долларов США в год против 24 063 доллара среднегодового дохода у женщин. Доход на душу населения в городе составил 15 421 доллар в год. 4,5 % от всего числа семей в округе и 9,0 % от всей численности населения находилось на момент переписи населения за чертой бедности, при этом 15,4 % из них были моложе 18 лет и 9,7 % — в возрасте 65 лет и старше.